# Episodi di South Park (seconda stagione)
La seconda stagione di South Park, composta da 18 episodi, è stata trasmessa negli Stati Uniti, da Comedy Central, dal 1º aprile 1998 al 20 gennaio 1999.
L'edizione italiana è stata trasmessa dal 23 febbraio 2000 all'8 gennaio 2001 su Italia 1.
Gli episodi, tranne dove indicato diversamente, sono stati diretti da Trey Parker.
| nº | Titolo originale                               | Titolo italiano                                  | Prima TV USA      | Prima TV Italia  |
| -- | ---------------------------------------------- | ------------------------------------------------ | ----------------- | ---------------- |
| 1  | Terrance and Phillip in Not Without My Anus    | 70.000 puzzette per Saddam                       | 1º aprile 1998    | 23 febbraio 2000 |
| 2  | Cartman's Mom Is Still a Dirty Slut            | La mamma di Cartman continua a farsela con tutti | 22 aprile 1998    | 24 febbraio 2000 |
| 3  | Ike's Wee Wee                                  | I circoncisi ce l'hanno più grosso               | 20 maggio 1998    | 25 febbraio 2000 |
| 4  | Chickenlover                                   | Il Trombagalline                                 | 27 maggio 1998    | 6 marzo 2000     |
| 5  | Conjoined Fetus Lady                           | La donna con il feto incorporato                 | 3 giugno 1998     | 13 marzo 2000    |
| 6  | The Mexican Staring Frog of Southern Sri Lanka | La rana messicana dello Sri Lanka del sud        | 10 giugno 1998    | 20 marzo 2000    |
| 7  | City on the Edge of Forever                    | Ai confini della realtà                          | 17 giugno 1998    | 3 aprile 2000    |
| 8  | Summer Sucks                                   | Un'estate da schifo                              | 24 giugno 1998    | 10 aprile 2000   |
| 9  | Chef's Chocolate Salty Balls                   | Il dramma di Mr. Hankey                          | 19 agosto 1998    | 17 aprile 2000   |
| 10 | Chickenpox                                     | Chi di varicella ferisce di herpes perisce       | 26 agosto 1998    | 1º maggio 2000   |
| 11 | Roger Ebert Should Lay Off the Fatty Foods     | Con la testa fra le nuvole                       | 2 settembre 1998  | 8 maggio 2000    |
| 12 | Clubhouses                                     | C'era una casetta piccolina in...                | 23 settembre 1998 | 15 maggio 2000   |
| 13 | Cow Days                                       | Giorni da mucca                                  | 30 settembre 1998 | 21 maggio 2000   |
| 14 | Chef Aid                                       | Chef rischia la prigione                         | 7 ottobre 1998    | 27 novembre 2000 |
| 15 | Spookyfish                                     | Spookyfish - Lo speciale di Halloween            | 28 ottobre 1998   | 30 ottobre 2000  |
| 16 | Merry Christmas, Charlie Manson!               | Natale in casa Cartman                           | 9 dicembre 1998   | 4 dicembre 2000  |
| 17 | Gnomes                                         | Gli gnomi rubamutande                            | 16 dicembre 1998  | 18 dicembre 2000 |
| 18 | Prehistoric Ice Man                            | L'uomo di ghiaccio                               | 20 gennaio 1999   | 8 gennaio 2001   |

## Non Senza Il Mio Ano
- Titolo originale: Terrance and Phillip in Not Without My Anus
- Scritto da: Trisha Nixon e Trey Parker

### Trama
In attesa di scoprire chi sia il padre di Cartman, va in onda a sorpresa lo speciale Non senza il mio ano, con i canadesi Trombino e Pompadour.
I due escono vittoriosamente da un processo in cui Trombino è accusato di omicidio da Scott, nemico giurato dei due e dei loro inarrestabili peti. Dopo la sconfitta in tribunale, Scott riceve una telefonata da Saddam Hussein, il quale gli offre il suo prezioso aiuto nel disfarsi dei due petomani ed allontanarli per sempre dal Canada. Saddam li adesca così in Iran (durante tutta la puntata, i protagonisti e lo stesso Saddam faranno una terribile confusione tra Iraq, Iran e persino Turchia) e lì farà trovare la piccola Sally, figlia segreta di Trombino avuta da un precedente matrimonio con Céline Dion. In realtà, è solo un pretesto di Saddam per poter invadere e conquistare l'innocuo Canada. Al loro ritorno in patria, Trombino e Pompadour troveranno infatti molte cose cambiate. Alla fine i due riusciranno a salvare il loro paese grazie ai peti dei canadesi.

## La mamma di Cartman continua a farsi tutti
- Titolo originale: Cartman's Mom Is Still a Dirty Slut
- Scritto da: David R. Goodman e Trey Parker

### Trama
Proprio mentre Mephesto sta per rivelare chi è il padre di Eric Cartman, avviene un improvviso blackout durante il quale qualcuno spara allo scienziato. Chef e i ragazzi trasportano immediatamente Mephesto al più vicino ospedale, nonostante una forte nevicata stia imperversando.
In municipio giunge un tale Sid Greenfield, regista del programma televisivo "I più ricercati d'America" che ripropone delitti misteriosi in stile fiction, con la speranza di risolverli grazie all'intervento del pubblico da casa.
La neve, intanto, scatena una vera e propria bufera che provoca dei nuovi blackout sia in ospedale dove è ricoverato Mephesto, sia sul set de I più ricercati d'America, dove i vari Mr. Garrison, Jimbo, l'agente Barbrady, il sindaco McDaniels e gli altri presenti, rimasti bloccati, sopravvivono divorando gli attori del programma. Nel mentre, la signora Cartman vaga di letto in letto pur di avere il via libera per un improbabile aborto, sebbene abbia semplicemente confuso il termine "aborto" con "adozione"
All'ospedale, vista la mancanza di personale (esistono solo un medico e un'infermiera senza braccia), Chef, Stan, Kyle, Kenny e Cartman si improvvisano chirurghi per salvare il professor Mephesto. Purtroppo, Stan rivela di essere debole di stomaco e di stare male al solo pensiero di un ospedale, ma Mephesto verrà comunque salvato (si scoprirà che a sparargli è stato il fratello) e svelerà che il vero padre di Cartman è la madre, in quanto ermafrodita.

## I circoncisi ce l'hanno più grosso
- Titolo originale: Ike's Wee Wee
- Scritto da: Trey Parker

### Trama
Il signor Mackey tiene una lezione alle elementari di South Park per spiegare la nocività di alcool e droghe ai bambini. A scopo dimostrativo, lascia circolare tra i piccoli alunni mezzo grammo di marijuana, che viene però smarrita. Creduto colpevole di aver spacciato droghe ai bambini (si scopre in realtà che è stato il signor Garrison a far sparire l'erba in classe), Mackey viene cacciato dal lavoro, viene additato dall'intera cittadina e finisce anche per perdere la casa.
Nel frattempo in famiglia Broflovski si preparano per il "Bris" di Ike, cerimonia ebraica in cui il fratellino di Kyle verrà circonciso. Quando Stan scopre cos'è la circoncisione e avvisa Kyle di cosa verrà fatto al fratello, Kyle cerca di mettere in salvo Ike spedendolo in Nebraska e sostituendolo con un fantoccio.
Quando Kyle e i suoi amici tornano a casa, un cane randagio irrompe e sbrana il fantoccio (che Kyle ha costruito con delle ossa prese da una macelleria) proprio davanti agli occhi dei genitori. Creduto morto, al funerale del finto Ike i genitori rivelano a Kyle che il suo fratellino era canadese ed era stato adottato. Kyle, furibondo nello scoprire che Ike non è suo fratello, svela che il piccolo è vivo e si trova in Nebraska.
Mackey, nel frattempo, vaga per la cittadina, vivendo suo malgrado le prime esperienze con alcool e droghe. Ormai consumatore assiduo di stupefacenti, si trasforma in un vero e proprio figlio dei fiori (con tanto di pantaloni a zampa di elefante e occhialini colorati), al punto che, dopo un diverbio in strada con Jimbo, viene notato da una graziosa hippie che lo invita da lei a dipingere. Mackey (decisamente felice nei suoi nuovi panni) e la ragazza si innamorano e vanno in viaggio in India. Grazie all'intervento dell'A-Team, lo psicologo tornerà alla normalità.
Recuperato Ike, i Broflovski sono ormai prossimi al suo Bris. Ike riuscirà teneramente a far pace con il fratello adottivo Kyle, che nel frattempo scopre con i suoi amici gli "interessanti" aspetti positivi della circoncisione.

## Il Trombagalline
- Titolo originale: Chickenlover
- Scritto da: Trey Parker, Matt Stone e David R. Goodman

### Trama
L'agente Barbrady è chiamato a risolvere un caso di violenza sessuale su una gallina ad opera di uno sconosciuto che, dopo il fattaccio, ha lasciato un biglietto con un indizio. Barbrady, in evidente difficoltà nella lettura del foglietto, si innervosisce e liquida subito il caso, comunicando semplicemente che il maniaco non si sarebbe ripetuto mai più in futuro. Solo poco dopo, rivela di essere in realtà analfabeta e di non sapere assolutamente leggere, lasciando così il caso e, temporaneamente, il lavoro per cui si vede oramai inadatto.
Pur essendo uno stupido nonché unico poliziotto in paese, senza Barbrady scoppia un'improvvisa anarchia a South Park, con razzie e saccheggi in ogni dove. Barbrady, a questo punto, torna necessariamente a scuola per imparare a leggere nel minor tempo possibile, diventando così compagno di classe di Stan, Kenny, Cartman e Kyle che gli daranno una grossa mano nei suoi "studi".
Il maniaco ormai noto come "Trombagalline" (o più candidamente "Amagalline" secondo l'agente) continua a colpire in città, lasciando a ogni delitto un indizio da decifrare nascosto in un libro. Barbrady è praticamente costretto a leggere libri di volta in volta per giungere alla soluzione del caso, guarendo automaticamente e un po' alla volta dal suo analfabetismo. Alla fine si scoprirà che il maniaco non era nient'altro che un libraio ambulante che aveva escogitato il tutto allo scopo di far conoscere agli abitanti della cittadina la "magia dei libri".
- Note: l'episodio è stato trasmesso durante le repliche anche col titolo L'amagalline.

## La sindrome del feto congenito
- Titolo originale: Conjoined Fetus Lady
- Scritto da: Trey Parker, Matt Stone e David R. Goodman

### Trama
Chef allena gli alunni di South Park a pallabowling, quando un lancio dell'esordiente Pip colpisce in pieno volto Kyle, ferendogli il naso e destinandolo in infermeria. Il luogo è temutissimo da tutti i bambini per via della signorina Gollum, creduta da tutti un mostro. Kyle stesso, inizialmente tranquillizzato dalla dolcezza dell'infermiera, scopre infatti il suo terribile difetto fisico, un feto che le sporge da un lato della testa.
La madre di Kyle, scioccata sia dall'orrenda malformazione della Gollum sia dall'irriverenza dei bambini nei suoi confronti, cerca di spiegare al figlio e agli amichetti (con poco successo) che la malattia che affligge la signorina Gollum non è da prendere in giro. Spinta dal suo senso di solidarietà, invita la Gollum a cena a casa sua e decide di mobilitarsi per sensibilizzare gli abitanti di South Park verso il suo handicap. Si lascia però prendere decisamente la mano, mentre la povera infermiera preferirebbe non essere trattata con un patetismo e una compassione così esagerati dall'intera cittadina.
La squadra di pallabowling, intanto, viene invitata a disputare le finali di stato contro il fortissimo team di Denver. A sorpresa, i ragazzi di un gasatissimo Chef vincono grazie a Pip che, furibondo per le prese in giro subìte (da buon inglese, odia sentirsi chiamare "francesino"), elimina Denver praticamente da solo. South Park si qualifica così per le finali nazionali contro Washington vincendole a tavolino per il forfait degli avversari. Alla vittoria nazionale, segue una pericolosa trasferta in Cina per la finale mondiale.

## La rana messicana dello Sri Lanka del sud
- Titolo originale: The Mexican Staring Frog of Southern Sri Lanka
- Scritto da: Trey Parker e Matt Stone

### Trama
Il signor Garrison assegna ai suoi alunni una ricerca sulla guerra del Vietnam. Stan, Kyle, Kenny e Cartman si affidano, per il compito, a Jimbo e Ned, entrambi veterani del Vietnam e conduttori del programma Caccia & Uccidi sulla TV locale di South Park. Jimbo, nel raccontare la sua esperienza, descrive un Vietnam fatto di giostre, uccellini e ruote panoramiche, in cui con il suo amico Ned, conosciuto proprio lì, riesce a sterminare un intero esercito di vietcong (è nel lanciare una bomba a mano che Ned perde il braccio destro) per poi andarsene fiabescamente su un cavallo bianco.
Ovviamente incredulo alla storia riportata nel compito, Garrison mette in punizione i quattro ragazzi, desiderosi di vendetta verso Jimbo. Kyle ha l'idea giusta: Jimbo e Ned, nel loro programma, danno la caccia alla pericolosa rana messicana dallo sguadro fisso dello Sri Lanka del sud, un animale capace di uccidere se guardato dritto negli occhi. I ragazzi si procurano una rana di plastica e la riprendono, poi inviano diversi video al programma facendo credere di aver avvistato più volte la vera "rana messicana". Quando Jimbo e Ned sono vicini alla cattura della rana giocattolo dei quattro, Jimbo quasi colpisce il suo amico con una bomba, lasciandolo in stato comatoso.
Con questa finta storia, Caccia & Uccidi ha tuttavia incrementato i suoi ascolti a discapito del più mite Gesù e gli amici, la cui produttrice invita i protagonisti della vicenda della rana falsa (compreso Ned praticamente vegetale) a raccontare tutto al suo talk show. Ma durante la trasmissione, pur di alzare ulteriormente l'audience, la produttrice fa degenerare la discussione tra Jimbo, i quattro ragazzini e il pubblico in studio. Alla fine sarà Gesù a porre fine alla questione, riappacificando Jimbo e i ragazzi e mandando la produttrice all'inferno.

## Ai confini della realtà
- Titolo originale: City on the Edge of Forever
- Scritto da: Trey Parker e Nancy M. Pimental

### Trama
La signora Crababus è alle prese con i suoi soliti rimproveri isterici mentre trasporta gli alunni di South Park sullo scuola bus quando, distraendosi, finisce fuori strada. Dopo una lunghissima caduta in una cascata, il bus si ferma in bilico sul bordo di un burrone, lasciando tutti incredibilmente incolumi. A questo punto, la Crababus esce in cerca di aiuto e raccomanda (alla sua solita maniera) ai bambini di non uscire per nessun motivo dal pullmino per non essere divorati da un mostro nero.
Giunta ormai notte, i bambini non resistono più e uno di loro decide tentare il tutto per tutto e uscire in cerca di aiuto, venendo divorato per davvero da un enorme mostro nero. La Crababus, intanto, rimedia un passaggio da un camionista di nome Mitch, che non perde occasione per "provarci" con la bruttissima autista. Alla fine, la porta in un misero locale da cabaret, dove la scostumatezza della Crababus viene scambiata per comicità da palco scenico e le procura persino un ricco contratto per esibirsi.
I ragazzini, nel frattempo, rievocano diversi ricordi in comune (già vissuti nei vecchi episodi di South Park): dalla volta in cui Ike Broflovski venne rapito dagli alieni, a quella in cui si scopre l'esistenza di Scannachiappolo, alla più recente scoperta del padre di Cartman e persino alla morte del loro amichetto per via del mostro nero, avvenuta poco prima. Tutti questi ricordi finiscono in maniera diversa e decisamente più lieta, rispetto al loro svolgimento originale: tutti con un gelato. Alla fine verrà rivelato che l'intera vicenda è solo un sogno di Stan.
- Guest star: Henry Winkler (mostro), Jay Leno (se stesso), Brent Musburger (gamba di Scannachiappolo)

## Un'estate da schifo
- Titolo originale: Summer Sucks
- Scritto da: Trey Parker e Nancy M. Pimental

### Trama
A South Park è arrivata l'estate. Durante l'ultimo giorno di scuola, il signor Garrison perde Mister Cilindro e incolpa i suoi alunni per averlo fatto sparire.
Senza la neve, l'unico divertimento possibile per i bambini sono i petardi, irreperibili perché divenuti proibiti nel Colorado. I ragazzi sembrano così destinati ad un'estate noiosissima. Anche per gli adulti e per il sindaco McDaniels la mancanza dei petardi è un problema, vista l'imminente festa del 4 luglio. L'unico fuoco d'artificio legale e utilizzabile è un innocuo "serpentello" di cenere che viene fuori da un dischetto.
Tutti cercano di risolvere la situazione dei petardi: la McDaniels si fa recapitare un gigantesco serpentello in città, mentre i bambini chiedono aiuto ai soliti Jimbo e Ned, che vanno fino in Messico per acquistare delle bottiglie razzo. Cartman è intanto alle prese con le lezioni di nuoto, dove il suo timore non è tanto l'acqua, bensì la pipì che i bambini di prima elementare fanno in piscina con disinvoltura.
Il 4 luglio è arrivato e South Park inizia i festeggiamenti con l'enorme e spettacolare serpentello (ci sono voluti ben tre elicotteri per trasportarlo e diversi lanciafiamme per accenderlo). Il serpente di cenere, però, diventa inarrestabile e continua a crescere fino a distruggere la città, rischiando di espandersi in tutto lo stato. Stan e gli altri cercano aiuto in Chef, che è però beatamente in vacanza e per una volta non ne vuole sapere di risolvere i soliti guai in città. Il ritorno di Jimbo e Ned con le bottiglie razzo sarà provvidenziale.
Garrison, arrabbiato e ormai rassegnato alla perdita di Mister Cilindro (che si trova in una sauna con il quarterback Brett Favre dei Green Bay Packers), lo rimpiazza con Mister Rametto.
- Guest star: Jonathan Katz (dottor Katz)

## Il dramma di Mr. Hankey
- Titolo originale: Chef's Chocolate Salty Balls
- Scritto da: Trey Parker, Matt Stone e Nancy M. Pimental

### Trama
A South Park debutta il primo film festival, importato da due produttori di Los Angeles con l'intento di trasformare la mite cittadina in una nuova caotica Hollywood. Nel caos e nel mare di gente che ne consegue, gli unici a proprio agio sembrano essere Chef, che spopola cucinando e vendendo biscotti di cioccolato di ogni tipo, e Wendy, che ne approfitta per andare al cinema in dolce compagnia con Stan.
Kyle, nel bagno di casa sua, avverte la presenza di Mister Hankey. Insieme ai suoi amici, esplora le fogne di South Park (dove inspiegabilmente incontrano anche il signor Garrison) e lì riesce a trovare il suo amico marrone, visibilmente malato. La debolezza di Mr. Hankey è dovuta all'eccessiva popolazione affluita a South Park, che ha finito per stravolgere l'ecosistema delle fogne cittadine dove lui vive. Non potendo risalire in superficie, Hankey chiede a Kyle e ai bambini di farsi suoi portavoce e di chiedere la chiusura del festival per le precarie condizioni del sistema fognario.
L'appello di Kyle viene totalmente ignorato: per di più, i numerosi produttori e sceneggiatori presenti credono che la storia di Mr. Hankey sia completamente di fantasia, tanto che Cartman vende l'idea ad uno di loro che ne farà un film con Tom Hanks.
L'unico modo per salvare le fogne della città è l'intervento diretto di Mr. Hankey in superficie, nonostante il suo malessere. Le miracolose "palle di cioccolato" di Chef gli daranno l'energia necessaria.
In questo episodio, Chef canta per la prima volta il brano Chocolate Salty Balls (P.S. I Love You), cui fa riferimento il titolo originale della puntata. Il brano divenne effettivamente un singolo nel 1998: raggiunse a sorpresa la posizione numero 1 della Official Singles Chart, la classifica dei singoli in Inghilterra, e sfiorò lo status di "Singolo di Natale" finendo alla numero 2 durante la settimana natalizia dietro Goodbye delle Spice Girls per appena 8 000 copie vendute in meno.

## Il Virus Dei Polli
- Titolo originale: Chickenpox
- Scritto da: Trey Parker, Matt Stone e Trisha Nixon

### Trama
La sorella maggiore di Stan, Shelley, è in ospedale perché ammalata di varicella. Sua madre, insieme alla signora Cartman e alla signora Broflovski, si convincono che per i loro figli sia bene prendere subito la varicella, per evitare che, crescendo, possano rischiare complicazioni come nel caso di Shelley. Decidono quindi di farli giocare e dormire insieme a Kenny, l'unico dei bambini che ne sia attualmente ammalato.
A casa del loro amico, Kyle scopre che suo padre Gerald e il papà di Kenny, Stuart, da ragazzi lavoravano insieme ed erano grandissimi amici. Kyle chiede al padre come mai, a differenza sua, Stuart abbia avuto una vita così povera e disagiata, ma finisce per ricevere una risposta poco logica.
La varicella fa le sue vittime con esiti diversi: Cartman si ammala normalmente; Stan soffre di una piccola complicazione che richiede il suo ricovero in ospedale e lo costringe a dividere la camera con la sorella; Kyle, inspiegabilmente, è perfettamente sano e non riesce ad ammalarsi, pur costretto dalla madre a passare ore ed ore insieme a Kenny. Intanto Stuart e Gerald provano a riunirsi come fu in gioventù andando a pesca assieme, ma con risultati poco soddisfacenti.
Kyle, finalmente, scopre che la notte forzata a casa di Kenny e la varicella che ha colpito Cartman e Stan sono un complotto delle loro madri per farli ammalare. Non capendo la motivazione a fin di bene dei genitori, i quattro chiedono aiuto al solito fidato Chef (ignaro delle loro intenzioni) per organizzare la vendetta. Ritrovatosi in ospedale, adulti e bambini si riappacificheranno, dopo aver chiarito i loro sbagli.

## Cartman Sfonda Nella Pubblicità
- Titolo originale: Roger Ebert Should Lay Off the Fatty Foods
- Scritto da: Trey Parker e David R. Goodman

### Trama
Mister Garrison porta i suoi alunni in gita al Planetario, un centro scientifico dove il suo direttore, tale dottor Adams, mostra e spiega la struttura delle costellazioni utilizzando una camera scura e un grosso proiettore di immagini. Stan e Kyle si accorgono subito che al Planetario c'è qualcosa che non va.
Durante il ritorno, nel pullmino si intrufola uno dei bambini che lavorano come volontari al Planetario, in pesante stato di eccitazione. Portato il bambino in infermeria, si occupa di lui il signor Mackey. Analizzando la psiche del ragazzino, Mackey scopre che il dottor Adams usa la sua macchina per cancellare la mente delle persone che assistono alle immagini stellari proiettate, ipnotizzando le vittime e obbligandole a lavorare al Planetario per lui. Difatti, già dopo la prima gita, tutti i bambini della scuola provano un'irrefrenabile necessità di tornare al centro, tant'è che chiederanno in coro a Garrison di riaccompagnarli lì. Ne è immune il solo Cartman, fuggito durante la gita per tentare un provino per lo spot dei Cheesy Poofs.
Stan e Kyle, nonostante abbiano assistito alle proiezioni ipnotiche del dottor Adams, hanno ormai mangiato la foglia. Con l'aiuto di Kenny, riescono a scoprire le cattive intenzioni dello scienziato e corrono subito dall'agente Barbrady, che una volta fatto vittima ed ipnotizzato anche lui crederà di essere Elvis. Cartman, reduce dall'audizione per lo spot dei Cheesy Poofs, torna dai suoi amici proprio nel momento giusto.

## Il Circolo
- Titolo originale: Clubhouses
- Scritto da: Trey Parker e Nancy M. Pimental

### Trama
Wendy convince Stan a costruire un clubhouse, cioè una casetta sull'albero, per potervi giocare a "verità o sfida". Il vero pretesto è quello di aiutare la sua amichetta Bebe a mettersi con Kyle, di cui è innamoratissima, sebbene quest'ultimo non sia per nulla interessato né a Bebe né alle bambine in generale. Cartman, colto dalla solita invidia, sfida Stan e Kyle costruendo una propria casetta sull'albero (in realtà sarà il povero Kenny a sfacchinare per lui).
I genitori di Stan, Randy e Sharon, non vivono un periodo felice come coniugi. Quando Stan viene sgridato dal signor Garrison per il passaggio di un bigliettino in classe, per i coniugi Marsh è l'occasione giusta per esternare la loro infelicità matrimoniale che li porta persino ad una temporanea separazione. Sharon porta in casa un nuovo partner, Roy, emotivamente fragile e ipersensibile; Randy invece si gode la libertà e va in giro in spider con occhiali scuri e orecchino ad adocchiare belle ragazze con un certo successo.
Cartman e Kenny riescono a costruire per primi un grosso ma fatiscente clubhouse, e per l'occasione Kenny riesce addirittura ad abbordare ed invitare due avvenenti ragazze di 16 anni. Stan e Kyle si rimboccano quindi le maniche e completano in fretta e furia la loro casetta. Il problema è che nessuno dei due sa come si giochi a "obbligo o verità"; Stan, che a differenza dell'amico vuole davvero baciare la sua Wendy, chiederà delucidazioni sul gioco a Chef. Nel frattempo, la situazione nel clubhouse di Cartman degenera a causa delle due adolescenti abbordate da Kenny.
In TV, il solito show di Trombino e Pompadour viene scalzato da Ciccio Abbott, un obeso di colore che si rivela ancora più volgare e maleducato dei due petomani, ma che darà l'idea a Stan su come disfarsi del nuovo compagno di sua madre e far riappacificare i suoi.

## Giorni da mucca
- Titolo originale: Cow Days
- Scritto da: Trey Parker e David R. Goodman

### Trama
A South Park si celebra "Giorni da mucca", un rodeo annuale che ha come attrazione principale la corsa delle mucche e la cavalcata sui tori, oltre ad un classico Luna Park. Tutto è dedicato alle mucche, animale simbolo della cittadina, e per l'ennesima ricorrenza viene persino inaugurato un gigantesco monumento in legno a forma di mucca, con tanto di orologio da campanile. Al rodeo partecipano anche due coniugi di mezz'età, Tom e Mary, vincitori del soggiorno ad un quiz televisivo.
Stan, Kyle, Kenny e Cartman, girovagando tra le varie attrazioni del Luna Park, puntano ad un tiro a segno che mette in premio i pupazzi di Trombino e Pompadour. I ragazzi non hanno molti soldi (ogni tentativo costa 5 dollari), così Kyle, che desidera fortemente quei pupazzi, riesce a farsi dare un bel po' di denaro da sua madre, salvo vederlo speso in giostre e bancarelle stupide per colpa di Cartman. Infuriato con Eric per aver sciupato i soldi che servivano per vincere i pupazzi, Kyle lo obbliga a partecipare alla cavalcata sui tori per vincere i 5.000 dollari messi in palio. Tuttavia, durante gli allenamenti effettuati su un vecchio e dolorante toro, Cartman prende una bruttissima caduta: completamente rintronato dal colpo, resterà sveglio e semicosciente ma crederà di essere una prostituta vietnamita di nome Ming Li.
Il monumento di legno attira l'attenzione delle mucche di South Park, che vi accorrono in numero sempre maggiore (ad ogni ora, il monumento scocca un "muuuuuu"), finché, accorse ormai in massa, non lo portano via con sé ed iniziano ad adorarlo come se fosse un dio. Della sparizione del monumento vengono incolpati i due forestieri, gli affabili Tom e Mary, prontamente arrestati e rinchiusi da Barbrady. Una volta che i ragazzi riescono a vincere i pupazzi di Trombino e Pompadour, si rendono conto che sono dei pupazzi taroccati e gridano così alla truffa.
- Guest star: Dian Bachar (annunciatore)

## Chef rischia la prigione
- Titolo originale: Chef Aid
- Scritto da: Trey Parker e Matt Stone

### Trama
Sentendo Cartman canticchiare ossessivamente un brano di Alanis Morissette, Chef riconosce una canzone da lui scritta ben 20 anni prima, intitolata Braghe puzzolenti. Spinto dai bambini, Chef prende coraggio e si presenta alla casa discografica della Morissette, rivendicando la paternità del brano con un'audiocassetta da lui incisa anni prima. Purtroppo per lui, riesce a rimediare soltanto una denuncia da parte del produttore discografico. In tribunale, Chef viene difeso dal papà di Kyle, che è un buon avvocato; dall'altra parte, però, la casa discografica si presenta con Johnnie Cochran, l'abilissimo avvocato che riuscì a scagionare O.J. Simpson dalle accuse di omicidio.
Il processo viene inevitabilmente perso: Chef deve risarcire la casa discografica per ben due milioni di dollari entro 24 ore o verrà condannato a 4 anni prigione. Stan e gli altri, ascoltando i racconti da un vecchio album di foto di Chef, apprendono che il loro amico cuoco, in gioventù, ha conosciuto e aiutato molte popstar, primo fra tutti Elton John. Quindi si mobilitano e cercano di racimolare soldi vendendo dolciumi alle stesse star della musica conosciute da Chef. Questi, intanto, cerca di rimediare denaro concedendosi alle donne di South Park. Ovviamente, la cifra è inarrivabile e Chef viene così arrestato.
Intanto, a casa del signor Garrison, il suo Mister Rametto subisce due misteriosi attentati. Disperato, scopre che l'autore è Mister Cilindro, improvvisamente riapparso nell'armadio di casa. Fuori di sé, Garrison scaraventa Mister Cilindro dalla porta di casa ed esce in strada in mutande ad inveire contro il pupazzetto. Barbrady, vedendo l'insegnante dare di matto, è costretto ad arrestarlo. In cella, Garrison troverà proprio un desolato Chef.
I ragazzi pensano allora di organizzare uno Chef Aid, uno show il cui ricavato verrà speso per liberare Chef. Inizialmente, l'unica attrattiva dello show è Cartman vestito in abiti tradizionali tedeschi che canta una ridicola canzoncina, ma accorre immediatamente Elton John che, giunto a conoscenza dei guai di Chef, trasforma il tutto in un vero e proprio megaconcerto rock per aiutare il suo amico, facendo esibire nomi del calibro di Joe Strummer, Ozzy Osbourne (che staccherà la testa a Kenny con un morso), i Rancid e i Primus. Chef è comunque riuscito ad evadere insieme a Garrison grazie all'intervento di Mister Cilindro (che tornerà finalmente al suo posto, mettendo da parte Mister Rametto).

## Spookyfish - Lo speciale di Halloween
- Titolo originale: Spookyfish
- Scritto da: Trey Parker

### Trama
Stan, Kenny e Kyle notano qualcosa di anomalo in Eric, che si presenta a loro con un pizzetto e comportandosi in maniera premurosa e gentile, come non ha mai fatto prima. A casa di Stan, intanto, arriva sua zia Flo, che gli regala un pesciolino rosso. Non solo Stan è poco entusiasta del regalo, ma ne resta quantomeno inquietato e non riesce a chiudere occhio per tutta la notte, sentendosi minacciato dal pesciolino. La stessa notte, il pesciolino farà trovare più volte dei cadaveri nella cameretta del povero Stan che, terrorizzato, non riesce a convincere la madre che è stato il piccolo pesce ad uccidere quelle persone. La signora Sharon, tuttavia, cerca di difendere il figlioletto seppellendo i cadaveri in successione e quando si presenta a casa l'agente Barbrady, insospettito dalla scomparsa di diverse persone in città, lo rinchiude nello scantinato.
I quattro ragazzi si affrettano a preparare le loro zucche per Halloween, ma Kenny, che ha il compito di procurare la zucche, riesce a permettersi solo un misero peperone giallo. Cartman, intanto, sembra essere tornato quello di sempre, ma proprio mentre i suoi amici sono impegnati ad intagliare il peperone, si ripresenta di nuovo con il pizzetto a dispensare gentilezze ai suoi compagni. I bambini scoprono ben presto che si tratta di un altro Eric Cartman, proveniente da un mondo parallelo dove le persone sono l'esatto contrario di quelle del mondo reale (il simil-Cartman racconta che nel suo universo Kenny è ricco e Chef è bianco).
Stan chiede a sua zia Flo dove abbia comprato il pesciolino rosso, in modo da riportarlo indietro e disfarsene una volta per tutte. Si tratta di un negozio di animali sorto al posto di un antico cimitero indiano. Giunti al negozio/cimitero, Kyle, Stan e il Cartman parallelo (Kenny è stato ucciso dal solito pesciolino rosso) scoprono che tutti gli animali del negozio sono maligni e potenzialmente assassini e che l'ex cimitero indiano ha aperto un collegamento con il mondo parallelo da cui proviene il clone opposto di Cartman. All'interno di un ripostiglio nel negozio, infatti, viene scoperto un portale: proprio da lì spunteranno anche i cloni malvagi di Stan e Kyle, venuti a riprendersi il loro Eric Cartman.
- Note: l'episodio è stato trasmesso durante le repliche anche col titolo Lo speciale di Halloween.

## Natale in casa Cartman
- Titolo originale: Merry Christmas, Charlie Manson!
- Diretto da: Eric Stough
- Scritto da: Trey Parker e Nancy M. Pimental

### Trama
Stan litiga con i suoi genitori e scappa di casa per poter seguire Cartman e gli altri amici in Nebraska, dove passeranno il Natale tutti insieme a casa dei nonni di Eric. Appena passato il confine, i ragazzi incrociano il cartellone di un centro commerciale di Mister Hankey, promettendosi così di visitarlo durante la vacanza.
Giunti a casa Cartman, ai ragazzi si presenta una famiglia decisamente numerosa, nonché obesa quanto Eric. Il pranzo natalizio si rivela un vero e proprio assalto alle pietanze, tanto che Kenny approfitta per fare scorta di cosciotti di tacchino da portare a casa sua. Ben presto, ai Cartman si aggiunge l'unico membro finora mancante, lo zio Howard, fresco evaso da un penitenziario insieme a Charles Manson; i due si nascondono proprio nello stanzone dove dormono i bambini.
Proprio Manson si offre di accompagnare i bambini (più il piccolo e sovrappeso Alvin, il cuginetto di Eric) al centro commerciale di Mr. Hankey. Giunti lì, Charlie si commuove guardando in TV un cartone natalizio in compagnia di Kenny e diventa improvvisamente buono. Nel frattempo, Kyle e Stan scoprono che il Mister Hankey del centro commerciale è finto e, svelato l'inganno a tutti i bambini presenti, fanno scoppiare una grossa ribellione.
La polizia individua Manson, che scappa insieme ai ragazzini fino a casa Cartman, dove si barrica insieme all'altro evaso, Howard. In più, da South Park sopraggiungono anche i genitori di Stan, arrabbiatissimi per la fuga segreta di loro figlio.
Alla fine, sarà proprio Manson a convincere Stan a riappacificarsi coi genitori.
- Guest star: Dian Bachar (finto Mister Hankey)

## Gli gnomi rubamutande
- Titolo originale: Gnomes
- Scritto da: Pam Brady, Trey Parker e Matt Stone

### Trama
Il signor Garrison comunica ai suoi alunni di dover svolgere una tesina su un qualsiasi tema di attualità e di doverlo presentare ad una commissione comunale. Garrison, infatti, sta rischiando il licenziamento proprio perché non insegna argomenti di attualità alla sua classe; così suddivide i suoi alunni in gruppi da cinque per far sì che svolgano un lavoro di squadra. A Stan, Eric, Kenny e Kyle tocca aggiungersi Tweek, il ragazzino più nevrotico e stressato di tutta la classe. Questi propone immediatamente un tema ridicolo: gli gnomi che ogni notte rubano le mutande dal suo cassettone. Naturalmente gli altri non gli credono e Tweek li convince a passare una notte a casa sua per provargli l'esistenza degli gnomi rubamutande.
Giunti a destinazione, i quattro vengono accolti con molta gentilezza dai genitori di Tweek, che offrono loro del caffè; l'abuso di caffeina è l'apparente causa dell'iperattività di Tweek, anche se Cindy, la mamma di Tweek, spiega che il bambino è in realtà affetto da ADHD. Richard, il papà, è infatti un piccolo produttore di caffè e gestisce, con passione e tanti sani principi, un negozietto ereditato dal padre, da poco minacciato dall'imminente arrivo in città della multinazionale del caffè Harbucks (chiara parodia della Starbucks), che stabilirà un negozio proprio accanto al suo.
Mentre i bambini, in camera di Tweek, sono in preda all'euforia della caffeina, entra Richard che si è offerto generosamente di scrivere per loro una tesina in cui spiega come le piccole imprese come la sua rischiano di sparire, inglobate dalle grosse corporazioni americane. Proprio mentre Stan e gli altri sono distratti dalla saggia spiegazione di Richard, entrano in scena gli gnomi, ma l'unico a notarli è il povero Tweek che, ancora una volta, non verrà creduto.
La tesina è un successo, tanto che il problema della Harbucks giunge fino in municipio: il sindaco McDaniels organizza un referendum cittadino per salvare la caffetteria Tweak e cacciare via la Harbucks da South Park. Le circostanze fanno in modo che siano i cinque bambini a dover difendere la causa dei Tweak prima in un dibattito televisivo (dove usciranno clamorosamente vittoriosi grazie ad una delle solite esclamazioni di Cartman) e poi in un comizio in città. Garrison sbuffa sempre più nervoso: sa benissimo che la tesina scritta dai suoi alunni non è farina del loro sacco e che questi non sanno assolutamente nulla di strategie aziendali. Se la commissione scopre che la tesina non è stata scritta dai ragazzi, potrebbe essere licenziato. Ma ad insegnare loro le giuste nozioni interverranno proprio gli gnomi delle mutande.

## Voglio Tornare Nel Mio Tempo
- Titolo originale: Prehistoric Ice Man
- Diretto da: Eric Stough
- Scritto da: Trey Parker e Nancy M. Pimental

### Trama
Dopo aver visto un documentario di Steve Irwin, i bambini decidono di andare a caccia di coccodrilli tra le nevi di South Park, quando Kyle cade in una grossa buca. Stan si cala per recuperarlo ed insieme scoprono un blocco di ghiaccio con al suo interno un uomo congelato, ritenuto subito di età preistorica. Una volta ritornati in superficie, riescono a portare il blocco in città consegnandolo alle mani del professor Mephesto, che lo prende con sé per scongelare l'uomo e studiarlo.
Mentre Kyle e Stan bisticciano sulla paternità della scoperta (per Kyle si chiama Steve, per Stan si chiama Gorak), Mephesto scopre che l'uomo, una volta scongelato, è ancora vivo, in salute e non è assolutamente un uomo preistorico: è rimasto congelato da soli tre anni, nel 1996. Lo scienziato si comporta comunque come se avesse di fronte un essere primitivo e crea per lui l'habitat naturale del 1996: una stanza con un poster elettorale di Bill Clinton, musica degli Ace of Base in sottofondo, una locandina di Fargo e un PC con una ancora rudimentale connessione ad internet. Inoltre, ha la cura di non spaventare Steve/Gorak con le novità del 1999; gli basta guardare un video di Marilyn Manson e scoprire che gli Atlanta Falcons sono approdati al Superbowl per arrabbiarsi. Come se non bastasse, la scoperta attira le attenzioni di un gruppo di agenti segreti, che si spacciano per rappresentanti di una ignota università americana.
Gli unici che comunicano con Steve/Gorak da persone normali sono proprio Stan e Kyle; in pena nel vedere il loro amico prigioniero (in realtà si chiama Larry), lo fanno scappare. Una volta in libertà, Larry torna subito a casa sua in cerca della propria famiglia, ma la moglie non sembra né riconoscerlo né ricordarsi minimamente di lui: per di più, scopre che nel frattempo la donna si è risposata ed ha avuto anche due figli (decisamente grandi). Intanto Stan e Kyle, ormai ex amici, decidono di sfidarsi facendo a botte.
Larry si sente totalmente rigettato dal 1999 e, preso dallo sconforto, decide di provare a ricongelarsi. Kyle, però, gli mostra un opuscolo di Des Moines, capitale dell'Iowa, dove lo stile di vita è rimasto arretrato di 2-3 anni e dove Larry potrebbe vivere a suo agio trovando un mondo identico al suo. Appena gli agenti misteriosi giungono per prelevare definitivamente Larry, Kyle e Stan preparano la sua fuga a Des Moines, dove l'uomo rimarrà dopo aver scampato il ricongelamento.